# 赫尔曼·霍恩
赫尔曼·霍恩（Hermann Hohn，1897年10月11日 - 1968年11月13日）是第二次世界大战期间納粹德國德意志國防軍的一名德国将军，當過第72步兵師師長以及第9軍軍長。他曾獲頒騎士鐵十字勳章。
霍恩于1948年获释并在拉登堡定居。 1953年至1965年期間，他担任拉登堡市长。